# كريستينا لوبيز
كريستينا لوبيز (بالبرتغالية: Cristina Lopes) (29 يناير 1966 - ) هي لاعبة كرة طائرة برازيلية. شاركت في الألعاب الأولمبية الصيفية 1992.

## وصلات خارجية
- كريستينا لوبيز على موقع أوليمبيديا (الإنجليزية)